# Alyssum clausonis
Alyssum clausonis är en korsblommig växtart som beskrevs av Auguste Nicolas Pomel. Alyssum clausonis ingår i släktet stenörter, och familjen korsblommiga växter. Inga underarter finns listade i Catalogue of Life.